# Rhytidarex johnsoni
Rhytidarex johnsoni är en snäckart som först beskrevs av Powell 1948.  Rhytidarex johnsoni ingår i släktet Rhytidarex och familjen Rhytididae. Inga underarter finns listade i Catalogue of Life.